# Фестиваль мюзикла X
Фестиваль мюзикла «X» — российский проект Duck Studios, в уникальном формате объединяющий звезд и только начинающих свой путь артистов мюзикла. Единственный в России фестиваль полностью посвященный жанру мюзикла, где можно увидеть номера из мюзиклов Бродвея, Вест-Энда, Европы, и России.

## История постановки
В марте 2019 года проводился концерт мюзиклов, приуроченный открытию фотовыставки работ Александром Утюпиным и Натальей Даниловцевой, организованный ПЦ "Пентаграмма". С подачи участника концерта Ярослава Баярунаса организаторы придумали проводить ежегодно весной фестиваль и сделали данный концерт отправной точкой отсчёта. В 2022 году Duck Studios стал сотрудничать с ПЦ "Musical Universe", в 2023 году спонсором выступил и Москонцерт Холл. С 2019 по 2021 год фестиваль проводился в клубе Гластонберри, в 2023-м в Москонцерте, в 2022 и 2024 году в клубе 1930 Moscow и в 2025-м в КЗ Измайлово. Также ПЦ устраивает тематические концерты, театрализованные шоу и сольные концерты самых разнообразных исполнителей.
Бессменными ведущими стали Ярослав Баярунас и Александр Казьмин. С 2020 году в Москве фестиваль мюзикла ежегодно вручает премии за вклад в сферу, а также в номинациях "Лучший мюзикл", "Лучший артист" и "Лучшая артистка" по мнению жюри и зрителей,.
В 2023 году впервые фестиваль мюзикла прошёл в Санкт-Петербурге в клубе "Космонавт" и планируется на осень 2025.
В разные годы в фестивале принимали участие: Иван Ожогин, Агата Вавилова, Елена Газаева, Теона Дольникова, Андрей Бирин, Вадим Мичман, Дарья Бурлюкало, Сергей Смолин, Евгений Егоров, Андрей Лефлер, Елена Минина, Ксения Лазаревич, Анастасия Стоцкая, Юлия Дякина, Мерседес Чампаи, Наталия Диевская, Эмиль Салес, Андрей Школдыченко, Александр Шарабарин, Дарья Ким, Алия Агадилова, Павел Стукалов, Галина Безрук, Александра Каспарова, Анна Тесс, Мария Иващенко, Игорь Кроль, Роман Графов и другие звёзды мюзикла и рока. Проект «Фотопробы» и фотовыставки в рамках фестиваля продолжают работу, в рамках которого артисты могут примерить на себя роли в лучших мировых мюзиклах, в которых они еще не играли.

## Список песен и номеров
| Мюзикл / Исполнитель     | Песня                            | Исполнитель                                          |
| ------------------------ | -------------------------------- | ---------------------------------------------------- |
| 1 отделение              |                                  |                                                      |
| Cabaret                  | Wilkommen                        | Ярослав Баярунас                                     |
| Muse                     | New Born                         | Александр Казьмин                                    |
| The Cranberries          | Zombie                           | Лора Горбунова                                       |
| Метро                    | Молитва                          | Теона Дольникова                                     |
| Пророк                   | Ты боль                          | Ярослав Баярунас и Теона Дольникова                  |
| Mozart!                  | Wie wird man seinen Schatten los | Ярослав Баярунас                                     |
| Граф Монте-Кристо        | Ад у порога                      | Евгений Шириков                                      |
| Wonderland               | Finding Wonderland               | Ирина Вершкова                                       |
| Miss Saigon              | I Still Believe                  | Ирина и Анна Вершковы                                |
| Rocky                    | Eye of the Tiger                 | Ярослав Баярунас                                     |
| Papa Roach               | Not Listening                    | Александр Казьмин                                    |
| Алые паруса              | Ветер и волны                    | Я. Баярунас, И. Коряковский, М. Иващенко, Р. Графов  |
| Amy Winehouse            | Back to black                    | Юлия Чуракова                                        |
| Отверженные              | Ария Эпонины                     | Мария Иващенко                                       |
| Тетрадь смерти           | Alumina                          | Александр Казьмин, Ярослав Баярунас                  |
| Whitney Houston          | I Have Nothing                   | Анна Вершкова                                        |
| The Beatles              | Mashup Come Together             | Андрей и Дарья Бирины                                |
| Chess                    | Pity the Child                   | Александр Казьмин                                    |
| 2 отделение              |                                  |                                                      |
| Queen                    | The show must go on              | Александр Казьмин                                    |
| Rudolf                   | Wie Jeder Andre Mann             | Ярослав Баярунас                                     |
| Bombshell – Smash        | On Lexington & 52nd Street       | Алексей Петров                                       |
| Bombshell – Smash        | They Just Keep Moving the Line   | Дарья Январина                                       |
| Jamiroquai               | Deeper Underground               | Агата Вавилова                                       |
| Timbaland                | 4 Minutes                        | Александр Казьмин и Дарья Январина                   |
| Джекилл & Хайд           | Конфронтация                     | Юлия Чуракова и Агата Вавилова                       |
| Последнее Испытание      | Соблазнение                      | Ярослав Баярунас и Андрей Бирин                      |
| La Légende du roi Arthur | Advienne Que Pourra              | Роман Графов                                         |
| Jesus Christ Superstar   | Heaven on their minds            | Иван Коряковский                                     |
| Scorpions                | Still Loving You                 | Игорь Кроль                                          |
| Queen                    | Illuminated                      | Игорь Кроль, Ярослав Баярунас                        |
| Spider-Man               | I Just Can't Walk Away           | Дарья Январина и Алексей Петров                      |
| Mean Girls               | World Burn                       | Эльмира Диваева                                      |
| Величайший шоумен        | Величайшее шоу                   | Александр Казьмин, Ярослав Баярунас, Эльмира Диваева |

| Мюзикл / Исполнитель                      | Песня                             | Исполнитель                                         |
| ----------------------------------------- | --------------------------------- | --------------------------------------------------- |
| 1 отделение                               |                                   |                                                     |
| Cats                                      | Память                            | Анна Лукоянова                                      |
| Hercules                                  | Zero to hero                      | Анна Вершкова                                       |
| Smash                                     | Let me be your star               | Юлия Дякина, Анна Лукоянова                         |
| Chess                                     | Каждый сам за себя                | Анна Лукоянова                                      |
| Mozart l'opera rock                       | Симфония смерти                   | Роман Графов                                        |
| Mozart l'opera rock                       | Je dor sur les roses              | Александр Казьмин                                   |
| Mozart!                                   | Wie wird man seinen schatten los? | Ярослав Баярунас                                    |
| Mozart!                                   | How can it be                     | Алексей Романов                                     |
| Love Never Dies                           | Till I hear you sing              | Алексей Романов                                     |
| Shrek 2                                   | I need a hero                     | Дарья Бурлюкало                                     |
| Animal jazz                               | Прощай                            | Рустим Бахтияров                                    |
| Todd                                      | Признание Ловетт                  | Галина Шиманская                                    |
| School of rock                            | Не молчи в ответ                  | Евгений Кириллин, Галина Шиманская                  |
| Led Zeppelin                              | Whole lotta love                  | Евгений Кириллин                                    |
| American idiot                            | American idiot                    | Эмиль Салес, Александр Казьмин и Ярослав Баярунас   |
| 2 отделение                               |                                   |                                                     |
| Artus Excalibur                           | Morgen triffst du den tod         | Вадим Мичман и Виолетта Сиропова                    |
| Artus Excalibur                           | Schwert und stein                 | Александр Казьмин                                   |
| Artus Excalibur                           | Never to love                     | Роман Графов                                        |
| Jekyll and Hyde                           | Я должен знать                    | Артем Елисеев                                       |
| Jekyll and Hyde                           | Если кто-то как ты                | Василиса Майданская                                 |
| Слот                                      | Круги на воде                     | Александр Казьмин                                   |
| Дон Жуан. Нерассказанная история          | Ария Серхио                       | Сергей Сорокин                                      |
| Wonderland                                | The mad hatter                    | Ирина Вершкова                                      |
| Сергей Смолин                             | К мечте                           | Сергей Смолин                                       |
| Natasha, Pierre & the great comet of 1812 | No one                            | Виолетта Сиропова                                   |
| Aladdin                                   | Смелой                            | Виолетта Сиропова                                   |
| Frozen                                    | Let it go                         | Вадим Мичман                                        |
| Come from away                            | Небо и я                          | Юлия Дякина                                         |
| The book of Mormon                        | Ты и я!                           | Эмиль Салес и Павел Стукалов                        |
| The book of Mormon                        | Верю я!                           | Александр Шарабарин                                 |
| Pink                                      | Dear Mr. President                | Эльмира Диваева                                     |
| The greatest showman                      | Never enough                      | Мария Ольхова                                       |
| Jesus Christ Superstar                    | Ария Симона Зилота                | Артем Елисеев                                       |
| Jesus Christ Superstar                    | Мой Иерусалим                     | Александр Казьмин                                   |
| Jesus Christ Superstar                    | Pilate’s dream                    | Рустим Бахтияров                                    |
| Jesus Christ Superstar                    | Superstar                         | Ярослав Баярунас                                    |
| 3 отделение                               |                                   |                                                     |
| Little shop of horrors                    | Магазин ужаса и страха            | Ольга Годунова, Галина Шиманская, Анна Вершкова     |
| Little shop of horrors                    | Внезапно Сэймур                   | Ирина Вершкова и Александр Казьмин                  |
| Little shop of horrors                    | Кушать!                           | Андрей Школдыченко, Александр Казьмин               |
| Les miserables                            | Stars                             | Александра Каспарова                                |
| Карамазовы                                | Ария Алёши                        | Ярослав Баярунас                                    |
| Король и Шут                              | Будь как дома путник              | Андрей Школдыченко                                  |
| Король и Шут                              | Проклятый старый дом              | Андрей Школдыченко                                  |
| Heathers                                  | Seventeen                         | Павел Стукалов, Василиса Майданская                 |
| Dear Evan Hansen                          | Sincerely, me                     | Александр Казьмин, Вадим Мичман                     |
| Heathers                                  | Meant to be yours                 | Павел Стукалов                                      |
| Jagged little pill                        | You oughta know                   | Ольга Годунова                                      |
| Стиляги                                   | Скованные одной цепью             | Дарья Январина                                      |
| Pink                                      | U ur hand                         | Ольга Годунова                                      |
| Death Note                                | Чья возьмёт?                      | Ярослав Баярунас, Александр Казьмин, Дарья Январина |
| Queen                                     | Love of my life                   | Ярослав Баярунас                                    |
| We will rock you                          | We are the champions              | Алексей Романов и все                               |
| We will rock you                          | We will rock you                  | Александр Казьмин, Алексей Романов и все            |

| Мюзикл / Исполнитель        | Песня                         | Исполнитель                                         |
| --------------------------- | ----------------------------- | --------------------------------------------------- |
| 1 отделение 15.05.2021      |                               |                                                     |
| The Lion King               | Stampede                      | Instrumental                                        |
| The Lion King               | Shadowland                    | Галина Шиманская                                    |
| The Lion King               | Chow Down                     | Виолетта Сиропова, Артем Елисеев, Эмиль Салес       |
| The Lion King               | Be Prepared                   | А. Лысенко, В. Сиропова, А. Елисеев, Э. Салес       |
| The Lion King               | Circle Of Life                | Галина Шиманская                                    |
| Le roi Soleil               | Etre à la hauteur             | Ярослав Баярунас, Александр Казьмин                 |
| Anastasia                   | In My Dreams                  | Анна Тесс                                           |
| Elisabeth                   | Ich gehör nur mir             | Мерцедес Чампаи                                     |
| Elisabeth                   | Kitch                         | Александр Казьмин                                   |
| Мёртвая Царевна             | Ария Чернавки                 | Агата Вавилова, Дарья Январина                      |
| Mozart l'opera rock         | Penser l’impossible           | Максим Раковский, Екатерина Салес                   |
| Чайка                       | Ария Константина Треплева     | Артем Елисеев                                       |
| Нотр-Дам де Пари            | Гибель моя                    | Ярослав Баярунас                                    |
| The Hunchback of Notre Dame | God Help The Outcasts         | Мерцедес Чампаи                                     |
| The Hunchback of Notre Dame | Hellfire                      | Алексей Толстокоров                                 |
| Первое свидание             | Таких ты любишь               | Александр Казьмин, Сергей Веселов                   |
| Waitress                    | When He Sees Me               | Полина Дрекова                                      |
| Waitress                    | Used to Be Mine               | Анна Тесс                                           |
| Les Miserables              | Stars                         | Марат Абдрахимов                                    |
| Count of Monte Cristo       | I will be there               | Мерцедес Чампаи, Александр Казьмин                  |
| Rock of Ages                | Don't Stop Believin'          | Дарья Январина, Павел Стукалов, Полина Дрекова      |
| Rock of Ages                | Hit Me With Your Best Shot    | Ольга Годунова                                      |
| Rock of Ages                | Any Way You Want It           | Василиса Майданская, Ольга Годунова                 |
| 2 отделение                 |                               |                                                     |
| Conchita Wurst              | Rise like a phoenix           | Ярослав Баярунас                                    |
| Grease                      | Greased Lightnin              | Эмиль Салес                                         |
| Grease                      | You're The One That I Want    | Эмиль Салес, Екатерина Салес                        |
| Wonderland                  | I Will Prevail                | Мерцедес Чампаи                                     |
| The Bodyguard               | Run To You                    | Анна Вершкова, Виолетта Сиропова                    |
| 31-й «В»                    | Три слова                     | Агата Вавилова, Рустим Бахтияров                    |
| Between the lines           | Something to Hold On To       | Павел Стукалов                                      |
| Last 5 Years                | Climbing Uphill               | Евгения Лукина                                      |
| День влюблённых             | Просто по фану                | Александр Казьмин                                   |
| Todd                        | Счастье                       | Ярослав Баярунас                                    |
| Spring Awakening            | The Dark I Know Well          | Анна Тесс                                           |
| Mean Girls                  | Apex Predator                 | Мерцедес Чампаи, Дарья Январина                     |
| Mean Girls                  | Someone Gets Hurt             | Мерцедес Чампаи                                     |
| Икар                        | Волки и псы                   | Ярослав Баярунас                                    |
| Hedwig And The Angry Inch   | Sugar Daddy                   | Сергей Веселов                                      |
| Hairspray                   | Good Morning Baltimore        | Виолетта Сиропова                                   |
| The Beat Hairspray          | You Can't Stop                | А. Вавилова, Р. Бахтияров, В. Сиропова, П. Стукалов |
| 1 отделение 16.05.2021      |                               |                                                     |
| Норд-Ост                    | Мгла                          | Ансамбль                                            |
| Норд-Ост                    | Ария Сани                     | Артем Елисеев                                       |
| Норд-Ост                    | Ария Кати                     | Мария Иващенко                                      |
| Норд-Ост                    | Ария Ромашова                 | Иван Ожогин                                         |
| Обыкновенное чудо           | Песня министра-администратора | Эмиль Салес                                         |
| Огненный цветок             | Иван да Лада                  | Алексей Лысенко и Полина Дрекова                    |
| Mozart!                     | Gold von den Sternen          | Екатерина Салес                                     |
| The Wizard of Oz            | Over The Rainbow              | Александр Каспарова                                 |
| Алиса в стране чудес        | Ария Шляпника                 | Ярослав Баярунас                                    |
| Moulin Rouge!               | Come What May                 | Павел Стукалов, Дарья Январина                      |
| Moulin Rouge!               | Your Song                     | Александр Казьмин, Дарья Январина                   |
| Rudolf                      | Jeder Andere Mann             | Иван Ожогин                                         |
| Artus Excalibur             | Begehren                      | Ярослав Баярунас и Мерцедес Чампаи                  |
| Pretty Woman                | Anywhere But Here             | Ирина Потехина                                      |
| Dreamgirls                  | Love You I Do                 | Анна Вершкова                                       |
| Dreamgirls                  | When I First Saw You          | Андрей Борисов                                      |
| Smash                       | I Got Love                    | Галина Шиманская                                    |
| Sunset boulevard            | Sunset boulevard              | Иван Ожогин                                         |
| Miss Saigon                 | Last Night Of The World       | Александра Каспарова, Павел Стукалов                |
| Miss Saigon/Chess           | Bangkok                       | Марат Абдрахимов, Александр Казьмин                 |
| Tina                        | Proud Mary                    | Агата Вавилова                                      |
| 2 отделение                 |                               |                                                     |
| Hamilton                    | My Shot                       | Александр Казьмин                                   |
| Hamilton                    | The Schuyler Sisters          | Галина Шиманская, Ольга Годунова, Ирина Потехина    |
| Hamilton                    | Burn                          | Анна Лукоянова                                      |
| Hamilton                    | You'll Be Back                | Иван Ожогин                                         |
| Nevermore                   | Israfel                       | Ярослав Баярунас                                    |
| 3 Musketiere                | Engel aus Kristall            | Алексей Лысенко                                     |
| Призрак Оперы               | Мы пересекли черту            | Иван Ожогин, Мерцедес Чампаи                        |
| The Greatest Showman        | Rewrite The Stars             | Василиса Майданская, Павел Стукалов                 |
| The Greatest Showman        | This Is Me                    | Виолетта Сиропова                                   |
| Rent                        | Another day                   | Андрей Бирин, Дарья Бирина                          |
| Tanz der Vampire            | Totale Finsternis             | Иван Ожогин, Мерцедес Чампаи                        |
| Rebecca                     | Kein Lächeln war je so kalt   | Александр Казьмин                                   |
| Cabaret                     | May be this time              | Анастасия Стоцкая                                   |
| Anastasia                   | My Petersburg                 | Андрей Сунцов                                       |
| Wicked                      | Popular                       | Дарья Январина                                      |
| Wicked                      | Defying Gravity               | Сергей Веселов                                      |
| Shrek                       | I Think I Got You Beat        | Александр Казьмин, Анастасия Стоцкая                |
| Moulin Rouge!               | Firework                      | Ольга Годунова                                      |
| Rock of Ages                | Any Way You Want It           | Василиса Майданская, Ольга Годунова и все участники |

| Мюзикл / Исполнитель                                           | Песня                                                           | Исполнитель                                                                 |
| -------------------------------------------------------------- | --------------------------------------------------------------- | --------------------------------------------------------------------------- |
| 1 отделение                                                    |                                                                 |                                                                             |
| Six                                                            | Ex-Wives                                                        | А. Вавилова, Г. Шиманская, О. Годунова, А. Вершкова, В. Сиропова, Е. Лукина |
| Jersey Boys                                                    | Попурри                                                         | Александр Шарабарин, Алексей Лысенко, Эмиль Салес, Артур Сафиуллин          |
| Jersey Boys                                                    | Can't Take My Eyes Off You                                      | Александр Казьмин                                                           |
| Bonnie & Clyde                                                 | This World Will Remember Us                                     | Артем Елисеев, Алия Агадилова                                               |
| Bonnie & Clyde                                                 | How 'Bout a Dance?                                              | Алия Агадилова                                                              |
| Три петуха для Рябы                                            | Ча-ча-ча / А у нас на полях                                     | Е. Бусыгина, М. Бережная, Е. Лукина, Е. Кириллов, Э. Салес, А. Толстокоров  |
| Конь бледный                                                   | Серенада Жоржа                                                  | Андрей Лефлер                                                               |
| Дон Жуан. Нерассказанная история                               | Пламя и холод                                                   | Галина Шиманская, Мария Геворгян                                            |
| Огненный цветок                                                | Иванов день                                                     | Алексей Лысенко, Полина Дрекова, Агата Вавилова, Эмиль Салес                |
| Footloose                                                      | Holding Out for a Hero                                          | Дарья Ким                                                                   |
| Mozart l'opera rock                                            | Penser l’impossible                                             | Ярослав Баярунас, Дарья Январина                                            |
| Beauty and the Beast                                           | Evermore                                                        | Андрей Бирин                                                                |
| Color Purple                                                   | What About Love                                                 | Галина Шиманская, Агата Вавилова                                            |
| Bat Out of Hell                                                | I'd Do Anything for Love / Bat Out of Hell                      | Сергей Хиро, Василиса Майданская                                            |
| Bat Out of Hell                                                | Objects in the Rear View Mirror May Appear Closer Than They Are | Ярослав Баярунас                                                            |
| Cinderella                                                     | I Know I Have a Heart / Bad Cinderella                          | Софико Кардава                                                              |
| Love Never Dies                                                | Love Never Dies                                                 | Мария Геворгян                                                              |
| Love Never Dies                                                | The Beauty Underneath                                           | Иван Ожогин, Александр Сидоров, ансамбль                                    |
| Kinky Boots                                                    | Step One                                                        | Александр Казьмин                                                           |
| Kinky Boots                                                    | The History of Wrong Guys                                       | Анна Тесс                                                                   |
| Kinky Boots                                                    | Land of Lola                                                    | Павел Стукалов                                                              |
| 2 отделение                                                    |                                                                 |                                                                             |
| Beetlejuice                                                    | The Whole "Being Dead" Thing                                    | Евгений Кириллин, ансамбль                                                  |
| Beetlejuice                                                    | Dead Mom                                                        | Вилена Соколова                                                             |
| Evita                                                          | Oh What a Circus                                                | Артем Елисеев, ансамбль                                                     |
| The Addams Family                                              | Crazier Than You                                                | Александр Казьмин, Юлия Дякина                                              |
| Dracula                                                        | Zu Ende                                                         | Иван Ожогин, Эмиль Салес                                                    |
| Cabaret                                                        | If You Could See Her (The Gorilla Song)                         | Ярослав Баярунас                                                            |
| Company                                                        | Getting Married Today                                           | Агата Вавилова, Е. Бусыгина, А. Казьмин                                     |
| Cinderella (2021)                                              | Perfect                                                         | Павел Стукалов, Алиса Кокова                                                |
| Heathers                                                       | Candy Store                                                     | Екатерина Бусыгина, Маруся Бережная, Евгения Лукина                         |
| Heathers                                                       | Dead Girl Walking                                               | Анна Тесс, Павел Стукалов                                                   |
| Frozen                                                         | What Do You Know About Love?                                    | Андрей Бирин и Дарья Январина                                               |
| Everybody's Talking About Jamie                                | And You Don't Even Know It                                      | Евгений Градусов, Агата Вавилова, ансамбль                                  |
| Everybody's Talking About Jamie                                | The Wall in My Head                                             | Ярослав Баярунас                                                            |
| Spring Awakening                                               | Mama Who Bore Me                                                | Анна Вершкова, ансамбль                                                     |
| Miss Saigon                                                    | The Movie in My Mind                                            | Алиса Кокова, Алия Агадилова, Дарья Ким                                     |
| Waitress                                                       | Bad Idea                                                        | Эмиль Салес, Екатерина Салес                                                |
| Rebecca                                                        | Jenseits der Nacht                                              | Иван Ожогин, Юлия Дякина                                                    |
| День влюблённых                                                | День сурка                                                      | Александр Казьмин, Агата Вавилова                                           |
| Мастер и Маргарита                                             | Позвонит всем Азазелло                                          | Андрей Лефлер, Елена Минина                                                 |
| Dear Evan Hansen                                               | Only Us                                                         | Евгений Кириллин, Анфиса Калимуллина                                        |
| Dear Evan Hansen                                               | You Will Be Found                                               | П. Стукалов, Е. Кириллин, А. Калимуллина, Е. Широкова, ансамбль             |
| 3 отделение                                                    |                                                                 |                                                                             |
| Rent                                                           | Seasons of Love                                                 | Анна Вершкова, Алексей Лысенко, ансамбль                                    |
| Rent                                                           | Rent                                                            | Алексей Лысенко                                                             |
| Dreamgirls                                                     | And I Am Telling You I'm Not Going                              | Агата Вавилова                                                              |
| Ludwig II: Sensucht nach dem Paradies                          | Schwarze Schatten                                               | Иван Ожогин                                                                 |
| Sweeney Todd: The Demon Barber of Fleet Street                 | Epiphany                                                        | Алексей Толстокоров                                                         |
| Преступление и наказание                                       | Монолог Раскольникова                                           | Ярослав Баярунас                                                            |
| Преступление и наказание                                       | Кредо Раскольникова                                             | Александр Казьмин, Ярослав Баярунас                                         |
| Преступление и наказание                                       | Что со мной?                                                    | Александр Казьмин                                                           |
| Онегин                                                         | Тройка                                                          | Максим Маминов                                                              |
| Lazarus                                                        | Life on Mars?                                                   | Юлия Дякина                                                                 |
| Hamilton                                                       | Satisfied                                                       | Галина Шиманская, Евгений Кириллин, ансамбль                                |
| Шахматы                                                        | Anthem                                                          | Иван Ожогин                                                                 |
| The Hunchback of Notre Dame                                    | Out There                                                       | Александр Казьмин                                                           |
| ВОРОН: Воображаемая жизнь и загадочная смерть Эдгара Аллана По | Ворон                                                           | Ярослав Баярунас, Эмиль Салес, Аннп Тесс                                    |
| & Juliet                                                       | Roar                                                            | Ольга Годунова                                                              |
| Joseph and the Amazing Technicolor Dreamcoat                   | Close Every Door                                                | Иван Ожогин, ансамбль                                                       |
| Метро                                                          | Вавилонская башня                                               | Все артисты                                                                 |

| Мюзикл / Исполнитель     | Песня                            | Исполнитель |             |
| ------------------------ | -------------------------------- | --- | ----------- |
| 1 отделение 25.03.2023   |                                  | |             |
| Бал вампиров             | Вечная жизнь                     | Ярослав Баярунас, Агата Вавилова, ансамбль, балет |             |
| Christian Borle          | Hard to be the bard              | Александр Казьмин, ансамбль |             |
| Funny girl               | I’m the greatest star            | Юлия Олейник, Александр Казьмин |             |
| Spamalot                 | Где затерялась моя роль          | Таис Урумидис |             |
| Smash                    | The just keep moving the line    | Алиса Кокова |             |
| Godspell                 | Bless the Lord                   | Liberty театр |             |
| Последнее испытание      | Детство чародея                  | Максим Раковский |             |
| Последнее испытание      | Легенда о вратах                 | Агата Вавилова |             |
| Последнее испытание      | Властелин ничего                 | Максим Раковский, Александр Казьмин, Ярослав Баярунас |             |
| Jesus Christ Superstar   | Simon Zealotes                   | Михаил Сидоренко, балет |             |
| Преступление и наказание | Ария Сони Мармеладовой           | Дарьяна Кара |             |
| Преступление и наказание | Романс Порфирия                  | Ярослав Баярунас |             |
| Amelie                   | Times are hard for dreamers      | Анна Тесс |             |
| Amelie                   | Stay                             | Анна Тесс, Павел Стукалов |             |
| Company                  | The ladies who lunce             | Ольга Вечерик, Таис Урумидис, Агата Вавилова |             |
| Mamma mia!               | Take a chance on me              | Агата Вавилова, Ярослав Баярунас, ансамбль |             |
| Mamma mia!               | Если мама будет не прочь         | Агата Вавилова, Александр Казьмин, ансамбль |             |
| Mamma mia!               | Просто любовь мне дай            | Юлия Довганишина, Александр Казаков, ансамбль, балет |             |
| Once                     | Falling slowly                   | Алексей Лысенко, Юлия Довганишина |             |
| Jagged little pill       | You oughta know                  | Анна Тесс |             |
| We will rock you         | I want to break free             | Александр Казьмин |             |
| We will rock you         | Somebody to love                 | Дарья Бурлюкало |             |
| We will rock you         | Don’t stop me now                | Ярослав Баярунас |             |
| Аладдин                  | Самый лучший друг                | Агата Вавилова, ансамбль, балет |             |
| 2 отделение              |                                  | |             |
| Pocahontas               | Colors of the wind               | Галина Шиманская |             |
| Онегин                   | Ария Ленского                    | Александр Казьмин |             |
| Rent                     | Another day                      | Ника Ломако, Павел Стукалов |             |
| Artus Excalibur          | Ein neuer tag                    | Юлия Довганишина |             |
| Aida – Easy as life      | Aida                             | Галина Шиманская |             |
| Hamilton                 | Dear Theodosia                   | Александр Казьмин, Максим Маминов |             |
| Side show                | Who will love me as I am         | Анна Тесс, Дарьяна Кара |             |
| Follies                  | Losing my mind                   | Ольга Вечерик |             |
| Карамазовы               | Ария Смердякова Кто я?           | Ярослав Баярунас |             |
| Next to normal           | You don't know' & 'I am the one' | Агата Вавилова, Максим Маминов, Павел Стукалов |             |
| Next to normal           | Superboy and the invisible girl  | Юлия Олейник, Павел Стукалов, Агата Вавилова |             |
| Wonderland               | I will prevail                   | Дарьяна Кара |             |
| Flashdance               | What a feeling maniac            | Ирина Потехина, балет |             |
| Legally blonde           | So much better                   | Анна Тесс, ансамбль |             |
| The Greatest showman     | The other side                   | Ярослав Баярунас, Александр Казьмин |             |
| &Juliet                  | Baby one more time               | Дарья Январина |             |
| &Juliet                  | Since u been gone                | Дарья Январина |             |
| &Juliet                  | It’s my life                     | Александр Казьмин, Ярослав Баярунас, Агата Вавилова, балет, ансамбль |             |
| 1 отделение 26.03.2023   |                                  | |             |
| Something rotten!        | Something rotten!                | Агата Вавилова, Александр Казьмин, ансамбль, балет |             |
| Tick-tick-boom           | 30/90                            | Ярослав Баярунас, Александр Казаков |             |
| Hair                     | Aquarius                         | Галина Шиманская, балет, ансамбль |             |
| Hair                     | I got life                       | Евгений Егоров, ансамбль |             |
| Микромир                 | Ария вдовы                       | Агата Вавилова |             |
| Микромир                 | Дуэт Киры и Вени                 | Павел Стукалов, Вероника Устимова |             |
| Микромир                 | Иммунитет                        | Сергей Хиро |             |
| Tommy                    | The pinball wizard               | Андрей Бирин |             |
| Anastasia                | At the beginning                 | Александр Казьмин, Наталья Куликова |             |
| Pippin                   | Corner of the sky                | Ярослав Баярунас |             |
| Вий                      | Ария Хомы                        | Игорь Скрипко, Александр Казаков, Александр Шарабарин |             |
| Вий                      | Веночек                          | Галина Безрук, Игорь Скрипко |             |
| Икар                     | А если                           | Евгений Егоров |             |
| Hercules                 | Muses gospel                     | Анна Вершкова, Юлия Олейник, Татьяна Шайкова, Наталья Куликова, Елизавета Булаева                                                                                        |             |
| Hercules                 | Go the distance                  | Александр Казьмин |             |
| Идиот                    | Стена                            | Ярослав Баярунас |             |
| Breathe in the heights   | Дыши                             | Екатепина Салес |             |
| Jesus Christ Superstar   | Heaven on their minds            | Ярослав Баярунас, Александр Казьмин, Михаил Сидоренко, Евгений Егоров |             |
| Notre-Dame de Paris      | Rhythm of the tambourine         | Софико Кардава, балет |             |
| Notre-Dame de Paris      | Отверженные                      | Михаил Сидоренко, балет, ансамбль |             |
| Dirty dancing            | Time of my life                  | Артур Сафиуллин, Ксения Лазаревич | 2 отделение |
| Hadestown                | Road to hell / Wait forme        | Агата Вавилова, Павел Стукалов, Юлия Олейник, Ника Ломако, Анна Турова                                                                                                   |             |
| Hadestown                | All I’ve ever known              | Павел Стукалов, Софико Кардава |             |
| Hadestown                | Our lady of the underground      | Анна Вершкова |             |
| Орфей                    | Будь, что будет                  | Евгений Егоров |             |
| Петя и фолк              | Эпиграф                          | Александр Казьмин, Ника Ломако |             |
| Нокс                     | Поппури                          | Агата Вавилова |             |
| Artus Excalibur          | Schwert und stein                | Евгений Егоров |             |
| Человек, который смеется | Цирк уродов                      | Ярослав Баярунас, Игорь Скрипко, Галина Безрук, Павел Стукалов, Александр Шарабарин, Валерия Морарь, Кристина Толмачёва, Юлия Олейник, Александр Казаков                 |             |
| Человек, который смеется | К нам скорей зайди               | Игорь Скрипко, Галина Безрук, Александр Шарабарин, Валерия Морарь, Кристина Толмачёва, Юлия Олейник, Александр Казаков                                                   |             |
| Человек, который смеется | Письмо Джозианы                  | Галина Безрук, Ярослав Баярунас |             |
| Человек, который смеется | Рождение шрама                   | Вилена Соколов, Ярослав Баярунас, Павел Стукалов, Игорь Скрипко, Ольга Вечерик, Александр Шарабарин, Валерия Морарь, Кристина Толмачёва, Юлия Олейник, Александр Казаков |             |
| Юнона и Авось            | Я тебя никогда не забуду         | Наталия Куликова, Михаил Сидоренко |             |
| Young Frankenshtein      | The brain                        | Евгений Градусов, ансамбль |             |
| Matilda                  | The smell of rebellion           | Агата Вавилова |             |
| Spring awakening         | The bitch of living              | Павел Стукалов, ансамбль |             |
| Spring awakening         | Those you've known               | Ярослав Баярунас, Павел Стукалов, Ника Ломако |             |
| Аладдин                  | Смелой                           | Евгений Егоров |             |
| We will rock you         | We are the champions             | Ярослав Баярунас, Евгений Егоров, Агата Вавилова, балет, ансамбль |             |

| Мюзикл / Исполнитель            | Песня                       | Исполнитель |
| ------------------------------- | --------------------------- | --- |
| 1 отделение                     |                             | |
| Anastasia                       | My Petersburg               | Александр Казьмин, Агата Вавилова                                                                                                   |
| Heathers                        | Seventeen                   | Павел Стукалов, Анна Тесс |
| Heathers                        | Candy store                 | Дарьяна Кара, Ника Ломако, Елена Каяджи                                                                                             |
| Heathers                        | Meant to be yours           | Павел Стукалов |
| Маугли                          | Попурри                     | Диевская Наталия, Боченков Никита, Агадилова Алия, Кожина Дарья, Галстян Карен, Пискун Владимир и артисты ансамбля мюзикла «Маугли» |
| Miss Saigon                     | If you want to die in bed   | Марат Абдрахимов |
| Miss Saigon                     | The movie in my mind        | Алия Агадилова, Алиса Кокова |
| Miss Saigon / Chess             | Bangkok                     | Александр Казьмин, Марат Абдрахимов                                                                                                 |
| Chess                           | I know him so well          | Елена Газаева, Алия Агадилова |
| The Phantom of the Opera        | The point of no return      | Иван Ожогин, Алиса Кокова |
| Matilda                         | The smell of rebellion      | Агата Вавилова |
| Казанова                        | Любовный дуэт               | Александр Саванец, Анна Тесс |
| Казанова                        | Генриетта                   | Александр Саванец |
| Казанова                        | Прости, прощай              | Анна Тесс |
| Rebecca                         | Ребекка                     | Галина Шиманская |
| Rebecca                         | Jenseits der Nacht          | Иван Ожогин, Дарья Январина |
| Преступление и наказание        | Кредо Раскольникова         | Ярослав Баярунас, Александр Казьмин                                                                                                 |
| Преступление и наказание        | Ария Сони                   | Дарьяна Кара |
| Kinky Boots                     | The history of wrong guys   | Анна Тесс |
| Kinky Boots                     | Step one                    | Александр Казьмин |
| Everybody’s talking about Jamie | The wall in my head         | Ярослав Баярунас |
| The Lion King                   | Shadowland                  | Галина Шиманская |
| The Lion King                   | Chow down                   | Ника Ломако, Дарьяна Кара, Максим Казаков                                                                                           |
| The Lion King                   | Be prepared                 | Алексей Лысенко |
| The Lion King                   | Circle of Life              | Агата и Анна Вавиловы |
| 2 отделение                     |                             | |
| Six                             | Ex-wives                    | Агата Вавилова, Галина Шиманская, Ника Ломако, Анна Тесс, Дарьяна Кара, Елена Каяджи                                                |
| Rudolf – Affaire Mayerling      | Wie jeder andre mann        | Иван Ожогин |
| Rudolf – Affaire Mayerling      | Du bleibst bei mir!         | Елена Газаева |
| Rudolf – Affaire Mayerling      | Die faden in der hand       | Ярослав Баярунас |
| Rent                            | Rent                        | Алексей Лысенко, Павел Стукалов, Максим Казаков, Ника Ломако                                                                        |
| Rent                            | Take me or leave me         | Агата Вавилова, Галина Шиманская |
| Rent                            | Another day                 | Павел Стукалов, Ника Ломако |
| Sunset Boulevard                | Сансет бульвар              | Иван Ожогин |
| Sunset Boulevard                | As if we never said goodbye | Агата Вавилова |
| Sunset Boulevard                | Too much in love to care    | Алия Агадилова, Александр Саванец                                                                                                   |
| Jesus Christ Superstar          | Gethsemane                  | Алексей Лысенко, Ярослав Баярунас, Александр Казьмин, Иван Ожогин                                                                   |
| Hadestown                       | Road to hell / Wait for me  | Марат Абдрахимов, Павел Стукалов |
| Hadestown                       | All I’ve ever known         | Павел Стукалов, Алия Агадилова |
| Hadestown                       | Our lady of the underground | Галина Шиманская |
| Once                            | Falling slowly              | Анна и Даниил Ячины |
| Robin Hood                      | Freiheit fur Nottaingham    | Ярослав Баяруна |
| Artus Excalibur                 | Schwert und stein           | Александр Казьмин |
| Artus Excalibur                 | Begehren                    | Иван Ожогин, Елена Газаева |
| Artus Excalibur                 | Sunden der vatar            | Елена Газаева |
| The Grinning man                | Labyrinth                   | Павел Стукалов, Ярослав Баярунас |
| The Grinning man                | Josiana’s letter            | Галина Шиманская |
| Tanz der vampire                | Tot zu sein ist komisch     | Елена Газаева |
| Tanz der vampire                | Totale finsternis           | Иван Ожогин, Анна Тесс |
| Ничего не бойся, я с тобой      | Ничего не бойся, я с тобой  | Дарья Январина и Ярослав Баярунас                                                                                                   |
| Ничего не бойся, я с тобой      | Ленинградское время         | Все участники |

| Мюзикл / Исполнитель                         | Песня                             | Исполнитель                                                |
| -------------------------------------------- | --------------------------------- | ---------------------------------------------------------- |
| 1 отделение                                  |                                   |                                                            |
| Catch Me If You Can                          | Live In Living Color              | Ярослав Баярунас, Александр Казьмин                        |
| Catch Me If You Can                          | Don’t Break the Rules             | Максим Маминов Алексей Лысенко                             |
| Catch Me If You Can                          | Doctor’s Orders                   | Ника Ломако, Елена Каяджи, Дарьяна Кара и Наталия Куликова |
| Der Graf von Monte Christo                   | Весь мир был мой                  | Татьяна Куликова                                           |
| Der Graf von Monte Christo                   | Ад у порога                       | Сергей Смолин                                              |
| Белла                                        | Жить                              | Кристина Толмачева, Вероника Устимова и Маргарита Белова   |
| Белла                                        | Это я во всем виновата            | Екатерина Салес, Михаил Сидоренко, Максим Раковский        |
| Белла                                        | Пора безумства творить            | Екатерина Салес                                            |
| Белла                                        | Как крепка эта нить               | Эмиль и Екатерина Салес                                    |
| Notre-Dame de Paris                          | Жить                              | Кристина Толмачева, Вероника Устимова и Маргарита Белова   |
| Notre-Dame de Paris                          | Как мне быть                      | Александр Казьмин и Александр Лазин                        |
| Rocketman                                    | I’m Still Standing                | Максим Маминов                                             |
| Diana                                        | If (Light Of The World)           | Дарьяна Кара                                               |
| Дракула                                      | Ария Дракулы                      | Константин Скрипалёв                                       |
| Дракула                                      | Ария Джонатана                    | Дмитрий Воробьев и Анна Скрипалёва                         |
| Дракула                                      | Дуэт Рейны и Ван Хелсинга         | Никита Шилкин Анна Скрипалёва                              |
| Дракула                                      | Ария Ренфилда                     | Юрий Бессонов, Константин Скрипалёв                        |
| Дракула                                      | Ария Мины                         | Анна Позднякова                                            |
| Дракула                                      | Трио Мина, Джонатан и Дракула     | Константин Скрипалев, Анна Позднякова, Дмитрий Воробьев    |
| Дракула                                      | Дуэт Джонатана и Мины             | Анна Позднякова, Дмитрий Воробьев                          |
| Shrek                                        | Don't Let Me Go                   | Александр Казьмин                                          |
| SpongeBob SquarePants                        | (Just a) Simple Sponge            | Александр Шарабарин                                        |
| Продюсеры                                    | Король Бродвея                    | Евгений Градусов                                           |
| Маугли                                       | Ария Маугли                       | Сергей Хиро                                                |
| Маугли                                       | Ария Шерхана                      | Михаил Сидоренко                                           |
| Маугли                                       | Дуэт Маугли и Ракши               | Роман Графов, Галина Шиманская                             |
| Grease                                       | Freddy, My Love                   | Ника Ломако                                                |
| Grease                                       | Summer Nights                     | Александр Лазин и Елена Каяджи                             |
| Grease                                       | There Are Worse Things I Could Do | Юлия Олейник                                               |
| Metro                                        | Метро                             | Дмитрий Воробьев                                           |
| Metro                                        | Не важно                          | Наталья Куликова и Вероника Устимова                       |
| Metro                                        | Стекло                            | Анна Тесс и Галина Шиманская                               |
| Metro                                        | А я нет!                          | Ярослав Баярунас и Дарьяна Кара                            |
| 2 отделение                                  |                                   |                                                            |
| Frozen                                       | Этот вечер (Коронация Анны)       | Ксения Лазаревич и Елена Каяджи                            |
| Frozen                                       | Это моя любовь                    | Александр Казьмин и Ксения Лазаревич                       |
| Frozen                                       | Отпусти и забудь                  | Елена Каяджи                                               |
| Aladdin                                      | A Million Miles Away              | Дмитрий Воробьев и Юлия Довганишина                        |
| Доктор Нокс                                  | Я все изложу в деталях            | Михаил Сидоренко, ансамбль                                 |
| Франкенштейн                                 | Ария Виктора (Ещё один стежок)    | Ярослав Баярунас                                           |
| Ride the Cyclone                             | Баллада Джейн Доу                 | Анна Тесс                                                  |
| Beetlejuice                                  | Сказочный звук                    | Эмиль и Екатерина Салес                                    |
| Ludwig 2                                     | Звёзд холодных                    | Алексей Лысенко                                            |
| Rudolf – Affaire Mayerling                   | Wohin führt mein Weg?             | Ярослав Баярунас                                           |
| Rudolf – Affaire Mayerling                   | Du bleibst bei mir                | Дарья Бурлюкало                                            |
| Rudolf – Affaire Mayerling                   | Du bist meine Welt                | Дмитрий Воробьев, Юлия Довганишина                         |
| Замок синей бороды                           | Не обуздать роковое желание       | аталия Куликова и Артем Елисеев                            |
| Замок синей бороды                           | Доверять                          | Наталия Куликова и Дарья Ефремова, Артем Елисеев           |
| Back to the Future                           | Power of Love                     | Александр Лазин                                            |
| Mean Girl                                    | Apex Predator                     | Анна Тесс и Ксения Лазаревич                               |
| Mean Girl                                    | Someone Gets Hurt                 | Елена Каяджи, Александр Лазин                              |
| Mean Girl                                    | Sexy                              | Дарьяна Кара                                               |
| Икар                                         | Летим                             | Александр Казьмин                                          |
| Joseph And The Amazing Technicolor Dreamcoat | Any Dream Will Do                 | Максим Маминов                                             |
| The Prince of Egypt                          | До последнего дня                 | Дмитрий Воробьёв                                           |
| The Prince of Egypt                          | When You Believe                  | Анна Тесс и Галина Шиманская                               |
| Mozart L’opera Rock                          | Bim Bam Boum                      | Вероника Устимова                                          |
| Mozart L’opera Rock                          | Виню отца                         | Михаил Сидоренко                                           |
| Mozart L’opera Rock                          | Vivre a en crever                 | Александр Казьмин и Ярослав Баярунас                       |

| Мюзикл / Исполнитель   | Песня                          | Исполнитель                                                                             |
| ---------------------- | ------------------------------ | --------------------------------------------------------------------------------------- |
| 1 отделение            |                                |                                                                                         |
| Pippin                 | У нас есть волшебство          | Агата Вавилова и артисты Фестиваля                                                      |
| The Greatest Showman   | За чертой                      | Александр Казьмин и Ярослав Баярунас                                                    |
| Санта-Фе               | Newsies                        | Дмитрий Воробьёв                                                                        |
| Wonderland             | The Mad Hatter                 | Софико Кардава                                                                          |
| Burlesque              | Welcome to Burlesque           | Галина Шиманская                                                                        |
| Burlesque              | Tough lover                    | Татьяна Куликова                                                                        |
| Cabaret                | Money                          | Евгений Градусов, Ника Ломако                                                           |
| Cabaret                | Mein herr                      | Анна Тесс                                                                               |
| Chicago                | Рокси                          | Екатерина Салес                                                                         |
| Little shop of horrors | Мушник и сын                   | Алексей Лысенко, Александр Казьмин                                                      |
| Little shop of horror  | Кушать                         | Агата Вавилова, Александр Казьмин                                                       |
| Little shop of horrors | Внезапно Сеймур                | Ксения Лазаревич, Александр Казьмин                                                     |
| Moulin Rouge!          | Firework                       | Елена Каяджи                                                                            |
| Moulin Rouge!          | Come What May                  | Елена Каяджи, Максим Казаков                                                            |
| Moulin Rouge!          | El Tango De Roxanne            | Евгений Кириллин, Сергей Смолин                                                         |
| The Greatest Showman   | Миллионы снов                  | Ярослав Баярунас, Дарья Январина                                                        |
| Яга                    | Дуэт Мары и Яги                | Анфиса Кириллина, Галина Шиманская                                                      |
| Яга                    | Яблочко                        | Анфиса Кириллина                                                                        |
| Яга                    | Жертвоприношение               | Алексей Толстокоров и ансамбль Фестиваля                                                |
| Яга                    | 5 минут                        | Анфиса Кириллина и Михаил Сидоренко                                                     |
| Beetlejuice            | Как знаю я                     | Вероника Ломако                                                                         |
| Pola Negri             | Адреналин                      | Дарья Бурлюкало                                                                         |
| Rocky                  | Eye Of The Tiger               | Агата Вавилова                                                                          |
| Rocky                  | Борись до конца!               | Сергей Смолин                                                                           |
| Rocky                  | Ливень                         | Ксения Лазаревич                                                                        |
| 2 отделение            |                                |                                                                                         |
| Waitress               | Что внутри?\ Двери открой      | Анна Тесс, Елена Каяджи, Екатерина Ерёмина                                              |
| Timeo                  | Будет мир весь един            | Александр Казьмин                                                                       |
| Cats                   | Мистер Мистофелис              | Евгений Градусов                                                                        |
| The Prince of Egypt    | До последнего дня              | Евгений Кириллин                                                                        |
| Mozart L'Opera Rock    | Смутьян                        | Ярослав Баярунас                                                                        |
| Mozart L'Opera Rock    | Виню отца                      | Михаил Сидоренко                                                                        |
| Mozart L'Opera Rock    | L'Assasymphonie                | Александр Казьмин                                                                       |
| Nevermore              | Израфель                       | Ярослав Баярунас                                                                        |
| Пиковая дама           | Блок мюзикла                   | Артисты театра Стаса Намина                                                             |
| Икар                   | Предательство                  | Александр Казьмин, Ярослав Баярунас, Эмиль Салес, Евгений Кириллин                      |
| The Greatest Showman   | Rewrite The Stars              | Вероника Устимова, Дмитрий Воробьев                                                     |
| Finding Neverland      | Ритмы наших душ                | Дарья Январина                                                                          |
| Finding Neverland      | Сильнее                        | Никита Следнев, Михаил Сидоренко                                                        |
| Love never dies        | Til I Hear You Sing            | Максим Маминов                                                                          |
| Love never dies        | Что скрывается от глаз         | Ярослав Баярунас и Михаил Сидоренко                                                     |
| The Wiz                | Не приноси мне дурных новостей | Агата Вавилова                                                                          |
| The Wiz                | Смажь детали маслом            | Эмиль Салес                                                                             |
| The Wiz                | Дом                            | Анна Тесс                                                                               |
| Wicked                 | Бесишь                         | Софико Кардава и Дарья Январина                                                         |
| Wicked                 | Popular                        | Елена Каяджи                                                                            |
| Wicked                 | Defying Gravity                | Софико Кардава и Дарья Январина                                                         |
| The Greatest Showman   | Вот твой шанс!                 | Ярослав Баярунас, Александр Казьмин, Дарья Январина, Агата Вавилова и артисты Фестиваля |
| The Greatest Showman   | Величайшее в мире шоу          | Ярослав Баярунас, Александр Казьмин, Агата Вавилова и артисты Фестиваля мюзикла         |

| Мюзикл / Исполнитель   | Песня                   | Исполнитель                                |
| ---------------------- | ----------------------- | ------------------------------------------ |
| 1 отделение            |                         |                                            |
| Romeo et Juliette      | La Haine                | Ярослав Баярунас, Сергей Хиро              |
| Chess                  | Pity the Child          | Галина Шиманская                           |
| The color of purple    | I am here               | Евгений Кириллин                           |
| Elisabeth              | Wenn ich tanzen will    | Сергей Хиро, Агата Вавилова                |
| Rebecca                | Ребекка                 | Ярослав Баярунас                           |
| Mozart. L'opera rock   | Le bien qui fait mal    | Дарья Ким                                  |
| Little Shop Of Horrors | Dentist!                | Агата Вавилова                             |
| Mamma mia              | The winner takes it all | Сергей Хиро                                |
| Rent                   | Take me or leave me     | Эмиль Салес, Павел Стукалов                |
| The Greatest Showman   | Never enough            | Евгений Кириллин                           |
| Jesus Christ Superstar | Heaven on their minds   | Агата Вавилова                             |
| Jesus Christ Superstar | GethsemaneВ             | Галина Шиманская                           |
| 2 отделение            |                         |                                            |
| Tanz der Vampire       | Totale finsternis       | Евгений Кириллин, Галина Шиманская         |
| Count of Monte Cristo  | Hell to your doorstep   | Агата Вавилова                             |
| Последнее испытание    | Присяга любви           | Ярослав Баярунас                           |
| Anastasia              | Once upon a december    | Сергей Хиро                                |
| Moana                  | How far I'll go         | Евгений Кириллин                           |
| Waitress               | She used to be mine     | Павел Стукалов                             |
| Dear Evan Hansen       | Waving through a window | Галина Шиманская                           |
| Mean girls             | Sexy                    | Эмиль Салес                                |
| Jekyll and Hyde        | In his eyes             | Ярослав Баярунас, Евгений Кириллин         |
| Jekyll and Hyde        | Dangerous game          | Ярослав Баярунас, Дарья Ким                |
| Moulin Rouge           | El tango de Roxanne     | Агата Вавилова, Галина Шиманская           |
| Moulin Rouge           | Lady Marmalade          | Сергей Хиро, Эмиль Салес, Евгений Кириллин |

| Мюзикл / Исполнитель       | Песня                       | Исполнитель                                                          |
| -------------------------- | --------------------------- | -------------------------------------------------------------------- |
| 1 отделение                |                             |                                                                      |
| Бал вампиров               | Где вы, профессор?          | Эмиль Салес                                                          |
| Бал вампиров               | Приглашение на бал          | Алексей Романов                                                      |
| Elisabeth                  | Ich gehör nur mir           | Дарья Январина                                                       |
| Elisabeth                  | Die Schatten werden länger  | Алексей Романов, Ярослав Баярунас                                    |
| Die Päpstin                | Wehrlos                     | Екатерина Салес, Эмиль Салес                                         |
| Die Päpstin                | Das bin ich                 | Анна Лукоянова                                                       |
| Rocky                      | Fight From the Heart        | Алексей Романов                                                      |
| Rocky                      | Raining                     | Евгения Лукина                                                       |
| Robin Hood                 | Freiheit fur Nottingham     | Эмиль Салес                                                          |
| Rebecca                    | Sie ergibt sich nicht       | Анна Лукоянова                                                       |
| Mozart!                    | Gold von den Sternen        | Екатерина Салес                                                      |
| Mozart!                    | Ich bin Musik               | Ярослав Баярунас                                                     |
| Mozart!                    | How Can It Be?              | Алексей Романов                                                      |
| Вивальди                   | Жар, Жар, Жар               | Эмиль Салес, Ярослав Баярунас, Алексей Толстокоров, Евгений Кириллов |
| 2 отделение                |                             |                                                                      |
| Elisabeth                  | Kitsch!                     | Эмиль Салес                                                          |
| Mozart!                    | Irgendwo wird immer getanzt | Анна Лукоянова, Дарья Январина                                       |
| Artus Excalibur            | Nur sie allein              | Эмиль Салес                                                          |
| Artus Excalibur            | Wo ging die Liebe hin       | Дарья Январина                                                       |
| Artus Excalibur            | Sünden der Väter            | Евгения Лукина                                                       |
| Artus Excalibur            | Begehren                    | Ярослав Баярунас, Анна Лукоянова                                     |
| Граф Монте-Кристо          | Wie mich die Welt umarmt    | Екатерина Салес                                                      |
| 3 Musketiers               | Engel aus Kristall          | Алексей Лысенко                                                      |
| Rudolf - Affaire Mayerling | Die Fäden in der Hand       | Ярослав Баярунас                                                     |
| Rudolf – Affaire Mayerling | Du bleibst bei mir!         | Анна Лукоянова                                                       |
| Rudolf – Affaire Mayerling | Du bist meine Welt          | Алексей Романов, Дарья Январина                                      |
| 3 Musketiere               | Nicht Aus Stein             | Алексей Лысенко                                                      |
| Dracula                    | Zu Ende                     | Сергей Хиро Веселов, Эмиль Салес                                     |
| I am from Austria          | Я из Австрии                | Анна Лукоянова и все участники                                       |

| Мюзикл / Исполнитель    | Песня                      | Исполнитель                                           |
| ----------------------- | -------------------------- | ----------------------------------------------------- |
| 1 отделение             |                            |                                                       |
|                         | Carol of the bells         | Инструментал                                          |
| Beetlejuice             | Ты попал на шоу про смерть | Евгений Кириллин                                      |
| Кошмарное Рождество     | Плач Джека                 | Ярослав Баярунас                                      |
| Hadestown               | Владычица страны теней     | Галина Шиманская                                      |
| Jekyll & Hyde           | Живой                      | Александр Казьмин                                     |
| Кэрри Ensemble          | Carrie                     | Анна Тесс                                             |
| The Grinning Man        | Песня Баркильфедро         | Павел Стукалов                                        |
| Elisabeth               | Последний вальс            | Евгений Кириллин, Ярослав Баярунас, Александр Казьмин |
| Black Friday            | Do you want to play        | Анна Тесс, Павел Стукалов                             |
| Arthur Excalibur        | Bereghren                  | Евгений Кириллин, Галина Шиманская                    |
| The Grinning Man        | Лабиринт                   | Ярослав Баярунас                                      |
| Dr. Horrible's          | Slipping                   | Павел Стукалов                                        |
| Последнее испытание     | Властелин ничего           | Александр Казьмин, Галина Шиманская                   |
| 2 отделение             |                            |                                                       |
| Семейка Аддамс          | Смерть тебе назначит дату  | Галина Шиманская                                      |
| Семейка Аддамс          | Pulled                     | Анна Тесс                                             |
| Кошмар перед Рождеством | Похитить Санта Клауса      | Эмиль Салес, Евгений Градусов                         |
| Бал вампиров            | Когда любовь живёт в тебе  | Ярослав Баярунас, Александр Казьмин                   |
| Магазинчик ужасов       | Dentist!                   | Павел Стукалов                                        |
| Джаз скелетов           | Песня Эмили / Труп невесты | Эмиль Салес, Евгений Градусов, Анна Тесс              |
| Орфей                   | Спи и забывай              | Галина Шиманская                                      |
| Лестат                  | Голод                      | Александр Казьмин                                     |
| Лестат                  | После стольких лет         | Ярослав Баярунас                                      |
| Анастасия               | Во мраке ночи              | Евгений Кириллин                                      |
| Бал вампиров            | Склеп Магды и Шагала       | Евгений Кириллин, Анна Тесс                           |
| Ворон                   | Ворон                      | Ярослав Баярунас, Анна Тесс, Эмиль Салес              |
| Rocky Horror            | The Time Warp              | Все участники                                         |

| Мюзикл / Исполнитель                      | Песня                          | Исполнитель                                                                          |
| ----------------------------------------- | ------------------------------ | ------------------------------------------------------------------------------------ |
| 1 отделение                               |                                |                                                                                      |
| Starmania                                 | Quand on arrive en ville       | Все участники                                                                        |
| Starmania                                 | Le blues du businessman        | Ярослав Баярунас, Ника Ломако                                                        |
| Starmania                                 | Monopolis                      | Ярослав Баярунас, Вилена Соколова                                                    |
| Romeo et Juliette                         | Le balcon                      | Александр Казьмин, Наталия Куликова                                                  |
| Romeo et Juliette                         | Et voila qu'elle aime          | Анна Вершкова                                                                        |
| Romeo et Juliette                         | Comment lui dire               | Ярослав Баярунас                                                                     |
| Timeo                                     | Trop beau pour etre faux       | Александр Казьмин                                                                    |
| Le roi Soleil                             | Je fais de toi mon essential   | Алексей Лысенко, Анна Вершкова                                                       |
| La legende du roi Arthur                  | Advienne que pourra            | Роман Графов                                                                         |
| La legende du roi Arthur                  | Ce que la vie a fait de moi    | Дарья Бурлюкало                                                                      |
| La legende du roi Arthur                  | Mon combat                     | Александр Казьмин, Ника Ломако                                                       |
| Dracula entre l'amour et la mort          | L’amour aux deux visages       | Алексей Лысенко, Роман Графов                                                        |
| Dracula entre l'amour et la mort          | I avance                       | Александр Казьмин, Ника Ломако, Вилена Соколова, Наталия Куликова                    |
| Dracula entre l'amour et la mort          | Ce que je vois                 | Александр Казьмин, Ярослав Баярунас, Вилена Соколова, Анна Вершкова, Алексей Лысенко |
| 2 отделение                               |                                |                                                                                      |
| Mozart l'opera rock                       | J’accuse Mon pere              | Алексей Лысенко                                                                      |
| Mozart l'opera rock                       | Six pieds sous terre           | Наталия Куликова, Ника Ломако                                                        |
| Mozart l'opera rock                       | Je dors sur des roses          | Ярослав Баярунас                                                                     |
| Mozart l'opera rock                       | Le bien qui fait mal           | Александр Казьмин                                                                    |
| Notre-Dame de Paris                       | Bohemienne                     | Вилена Соколова                                                                      |
| Notre-Dame de Paris                       | Dechire                        | Роман Графов                                                                         |
| Notre-Dame de Paris                       | Etre pretre et aimer une femme | Алексей Лысенко                                                                      |
| Cleopatre, la derniere reine d'egypte     | D’un souffle ou d'un cri       | Анна Вершкова                                                                        |
| Les dix commandements                     | Mon frère                      | Ярослав Баярунас, Александр Казьмин                                                  |
| Le rouge et le noir                       | Sans elles                     | Роман Графов                                                                         |
| Le Monde – 1789 Les Amants de la Bastille | Je veux                        | Анна Вершкова                                                                        |
| Les miserables                            | On my own                      | Вилена Соколова                                                                      |
| Les miserables                            | I do you hear the people sing  | Александр Казьмин, Роман Графов, Алексей Лысенко, Ярослав Баярунас, Ника Ломако      |
| Mozart l'opera rock                       | Vivre a en crever              | Ярослав Баярунас, Александр Казьмин                                                  |

| Мюзикл / Исполнитель      | Песня                      | Исполнитель                                                                                                  |
| ------------------------- | -------------------------- | --- |
| 1 отделение               |                            | |
| Cabaret                   | Willkommen                 | Анна Лукоянова                                                                                               |
| Mean girls                | Someone gets hurt          | Ярослав Баярунас                                                                                             |
| Опасные связи             | Месть                      | Андрей Школдыченко                                                                                           |
| The book of Mormon        | You and me (but mostly me) | Юлия Дякина, Софико Кардава                                                                                  |
| Монте-Кристо              | Молитва                    | Александр Казьмин                                                                                            |
| Anastasia                 | My Petersburg              | Юлия Дякина                                                                                                  |
| Преступление и наказание  | Ария Сонечки               | Ярослав Баярунас                                                                                             |
| The little mermaid        | Poor unfortunate souls     | Михаил Сидоренко                                                                                             |
| Hamilton                  | Dear Theodosia             | Анна Лукоянова, Софико Кардава                                                                               |
| Daddy-long-legs           | Charity                    | Юлия Дякина                                                                                                  |
| Side show                 | I will never leave you     | Илья и Кирилл Волковы                                                                                        |
| Rebecca                   | Sie ergibt sich nicht      | Андрей Школдыченко                                                                                           |
| Little shop of horrors    | Somewhere that's green     | Александр Казьмин                                                                                            |
| Mozart l'opera rock       | Bim bam boum               | Ярослав Баярунас                                                                                             |
| 2 отделение               |                            | |
| Chicago                   | Cell block tango           | Александр Шарабарин, Илья Жигарев, Ярослав Баярунас, Александр Казьмин, Андрей Школдыченко, Михаил Сидоренко |
| Chicago                   | When you're good to mama   | Андрей Школдыченко                                                                                           |
| Heathers                  | Candy store                | Александр Казьмин, Александр Шарабарин, Илья Жигарев                                                         |
| Садко в подводном царстве | Колыбельная медузы         | Михаил Сидоренко                                                                                             |
| Jekyll & Hyde             | This is the moment         | Анна Лукоянова                                                                                               |
| Wicked                    | What is this feeling?      | Ярослав Баярунас, Александр Казьмин                                                                          |
| Wicked                    | Defying gravity            | Ярослав Баярунас                                                                                             |
| The Phantom of the Opera  | Think of me                | Андрей Школдыченко                                                                                           |
| Sunset Boulevard          | Sunset Boulevard           | Юлия Дякина                                                                                                  |
| Chess                     | The the arbiter            | Софико Кардава                                                                                               |
| Chess                     | Nobody’s side              | Александр Казьмин                                                                                            |
| Cabaret                   | I don't care much          | Анна Лукоянова                                                                                               |
| Moulin Rouge!             | The show must go on        | Анна Лукоянова и все учасники                                                                                |

| Мюзикл / Исполнитель     | Песня                             | Исполнитель                                    |
| ------------------------ | --------------------------------- | ---------------------------------------------- |
| 1 отделение              |                                   |                                                |
| Метро                    | Рождественская песня              | Ансамбль                                       |
| Mamma Mia!               | Money, money                      | Евгений Градусов, Ярослав Баярунас             |
| -                        | Я никто                           | Ансамбль                                       |
| -                        | Боль потерь                       | Ярослав Баярунас                               |
| Обыкновенное чудо        | Приходит день                     | Наталья Куликова                               |
| Норд-Ост                 | К празднику Нового года           | Ансамбль                                       |
| Dear Evan Hansen         | Машу рукой                        | Александр Лазин                                |
| Семейка Аддамс           | Безумнее чем ты                   | Наталия Куликова, Александр Лазин              |
| Cabaret                  | Деньги вертят шар земной          | Михаил Сидоренко                               |
| -                        | На беду, на бегу                  | Наталия Куликова, Александр Лазин              |
| Вий                      | Веночек                           | Наталия Куликова                               |
| Ride the Cyclone         | Баллада Джейн Доу                 | Анна Тесс                                      |
| -                        | Снежный рай                       | Анна Тесс                                      |
| Норд-Ост                 | Чёрный пепел                      | Анна Тесс                                      |
| Десять заповедей         | Мой брат                          | Ярослав Баярунас, Анна Тесс                    |
| 2 отделение              |                                   |                                                |
| -                        | Что со мной, друг                 | Ярослав Баярунас                               |
| We will rock you         | Свободная жизнь                   | Александр Казьмин                              |
| Vivaldi                  | Жар-Жар-Жар                       | Александр Казьмин, Ярослав Баярунас, ансамбль  |
| Rent                     | Сейчас для вас                    | Евгений Градусов                               |
| -                        | Я один остался гнить              | Александр Казьмин                              |
| Икар                     | Предательство                     | Александр Казьмин, Ярослав Баярунас            |
| Jesus Christ Superstar   | Ты убил меня                      | Александр Казьмин                              |
| -                        | Счастье не спасти                 | Михаил Сидоренко                               |
| Love Never Dies          | Красота внутри                    | Михаил Сидоренко, Ярослав Баярунас             |
| Звуки музыки             | Мелочи эти спасенье моё           | Евгений Градусов, Марина Рощина, ансамбль      |
| Elisabeth                | Сплелись в объятиях тени          | Михаил Сидоренко, Ярослав Баярунас             |
| -                        | Посмотри, рассветом стала полночь | Александр Казьмин, Анна Тесс, Ярослав Баярунас |
| Преступление и наказание | Придет за мною старуха в чёрном   | Ярослав Баярунас                               |
| Метро                    | Рождественская песня              | Ансамбль и все                                 |

| Мюзикл / Исполнитель           | Песня                          | Исполнитель                                     |
| ------------------------------ | ------------------------------ | ----------------------------------------------- |
| 1 отделение                    |                                |                                                 |
| Viva forever!                  | Wannabe                        | Ника Ломако и ансамбль                          |
| Priscilla, Queen of the Desert | It's Raining Men               | Агата Вавилова и все участники                  |
| Mamma Mia!                     | The Winner Takes It All        | Сергей Хиро                                     |
| Mamma Mia!                     | Under Attack                   | Дарья Январина                                  |
| Mamma Mia!                     | Money, Money, Money            | Евгений Егоров                                  |
| Jersey Boys                    | Beggin'                        | Ярослав Баярунас                                |
| The Bodyguard                  | I Wanna Dance with Somebody    | Анна Вершкова                                   |
| Стиляги                        | Человек и кошка                | Михаил Сидоренко                                |
| Tina                           | Proud Mary                     | Агата Вавилова                                  |
| MJ                             | Thriller                       | Ярослав Баярунас                                |
| & Juliet                       | Domino                         | Дарья Январин, Анна Вершкова                    |
| & Juliet                       | Roar                           | Дарья Январина                                  |
| American Idiot                 | Boulevard of Broken Dreams     | Сергей Хиро                                     |
| American Idiot                 | American Idiot                 | Ярослав Баярунас, Сергей Хиро, Максим Раковский |
| 2 отделение                    |                                |                                                 |
| Moulin Rouge!                  | Lady Marmalade                 | Ника Ломако и ансамбль                          |
| Amour                          | Rolling in the Deep            | Павел Стукалов                                  |
| Бал вампиров                   | Total Eclipse of the Heart     | Агата Вавилова                                  |
| Flashdance                     | Maniac                         | Евгений Егоров                                  |
| Rock of Ages                   | Juke Box Hero                  | Павел Стукалов, Ярослав Баярунас, Сергей Хиро   |
| Rock of Ages                   | Wanted Dead Or Alive           | Сергей Хиро                                     |
| Rock of Ages                   | Hit Me with Your Best Shot     | Агата Вавилова                                  |
| Rock of Ages                   | Journey – Don't Stop Believin' | Сергей Хиро, Дарья Январина                     |
| Фома                           | Дождь                          | Михаил Сидоренко                                |
| We will rock you               | I Want to Break Free           | Максим РаковскийА                               |
| We will rock you               | Who Wants to Live Forever      | Дарья Январина, Ярослав Баярунас                |
| We will rock you               | Show must go on                | Евгений Егоров                                  |
| We will rock you               | We Will Rock You               | Евгений Егоров, Ярослав Баярунас и все          |
| Секрет                         | Домой                          | Евгений Егоров и все                            |

| Мюзикл / Исполнитель                         | Песня                   | Исполнитель                                                                                             |
| -------------------------------------------- | ----------------------- | --- |
| 1 отделение                                  |                         | |
| Joseph and the Amazing Technicolor Dreamcoat | Any dream will Do       | Максим Маминов                                                                                          |
| Little Shop of Horrors                       | Dentist                 | Алексей Лысенко, Галина Шиманская, Максим Маминов                                                       |
| Zorro                                        | The Man Behind The Mask | Юлия Довганишина                                                                                        |
| Rudolf - Affaire Mayerling                   | Wohin führt mein Weg    | Дмитрий Воробьев                                                                                        |
| Jesus Christ Superstar                       | King Herod's Song       | Михаил Сидоренко                                                                                        |
| Metro                                        | Szyba                   | Галина Шиманская                                                                                        |
| The Lion King                                | Hakuna Matata           | Юлия Довганишина и Максим Маминов                                                                       |
| Barbie                                       | I'm Just Ken            | Алексей Лысенко                                                                                         |
| 2 отделение                                  |                         | |
| Once                                         | Falling slowly          | Галина Шиманская и Алексей Лысенко                                                                      |
| Ludwig 2                                     | Kalte Sterne            | Алексей Лысенко                                                                                         |
| Mozart L’Opera Rock                          | J’accuse mon père       | Михаил Сидоренко                                                                                        |
| The Prince of Egypt                          | When you Belive         | Галина Шиманская и Юлия Довганишина                                                                     |
| The Prince of Egypt                          | For the Rest of My Life | Дмитрий Воробьев                                                                                        |
| Hamilton                                     | You’ll Be Back          | Максим Маминов                                                                                          |
| Маяковский                                   | Сансара                 | Михаил Сидоренко, Алексей Лысенко, Галина Шиманская, Максим Маминов, Юлия Довганишина, Дмитрий Воробьев |

| Мюзикл / Исполнитель      | Песня                            | Исполнитель                                                        |
| ------------------------- | -------------------------------- | ------------------------------------------------------------------ |
| 1 отделение               |                                  |                                                                    |
| Elisabeth                 | Дуэт Элизабет и Смерти           | Ксения Лазаревич и Ярослав Баярунас                                |
| Elisabeth                 | Последний вальс                  | Михаил Сидоренко                                                   |
| Rudolf                    | Мужество для дел                 | Дмитрий Воробьёв                                                   |
| Elisabeth                 | Молоко                           | Эмиль Салес и ансамбль                                             |
| Marie Antoinette          | Слез не видно                    | Галина Шиманская                                                   |
| Marie Antoinette          | Самым лучшим быть                | Ярослав Баярунас                                                   |
| Rebecca                   | Ты не сдашься им                 | Агата Вавилова                                                     |
| Romeo & Julia             | В ритме сердец                   | Ксения Лазаревич и Дмитрий Воробьев                                |
| Romeo & Julia             | Страха больше не                 | Ксения Лазаревич                                                   |
| Rock me Amadeus           | Жахни, Амадеус!                  | Эмиль Салес                                                        |
| Mozart!                   | Как это может быть?              | Михаил Сидоренко                                                   |
| Mozart!                   | Wie wird man seinen schatten los | Ярослав Баярунас                                                   |
| 2 отделение               |                                  |                                                                    |
| I am from Austria         | Да здравствует спорт!            | Агата Вавилова и Михаил Сидоренко                                  |
| Rocky                     | Борись до конца                  | Никита Следнев                                                     |
| Rocky                     | Ливень                           | Ксения Лазаревич                                                   |
| Robin Hood                | Свободный Ноттингем              | Ярослав Баярунас                                                   |
| Der besuch der alten dame | Ваш мир теперь мой               | Агата Вавилова                                                     |
| Dracula                   | Час близок                       | Михаил Сидоренко и Эмиль Салес                                     |
| Tanz der Vampire          | В склепе                         | Эмиль Салес и Агата Вавилова                                       |
| Dracula                   | За жизнью жизнь                  | Никита Следнев                                                     |
| Tanz der Vampire          | Кромешная тьма                   | Никита Следнев и Ксения Лазаревич                                  |
| Artus-Excalibur           | Жажда страсти                    | Михаил Сидоренко и Галина Шиманская                                |
| Artus-Excalibur           | Грехи отцов                      | Галина Шиманская                                                   |
| Artus-Excalibur           | Последний куплет твой допет      | Ярослав Баярунас, Эмиль Салес, Ксения Лазаревич и Галина Шиманская |
| Romeo & Julia             | Любовь вся наша жизнь            | Все участники                                                      |

| Мюзикл / Исполнитель              | Песня                     | Исполнитель                                       |
| --------------------------------- | ------------------------- | ------------------------------------------------- |
| 1 отделение                       |                           |                                                   |
| Notre-Dame de Paris               | Пора соборов кафедральных | Ярослав Баярунас                                  |
| Le Roi Soleil                     | Быть на высоте            | Дмитрий Воробьев                                  |
| Le Roi Soleil                     | Давай                     | Эмиль Салес                                       |
| Le Roi Soleil                     | Взываю                    | Дарья Бурлюкало                                   |
| Le Roi Soleil                     | Один только жест          | Екатерина Салес, Эмиль Салес и Дмитрий Воробьев   |
| La legende du roi Arthur          | Излечи мою душу           | Никита Следнев                                    |
| La legende du roi Arthur          | Advienne que pourra       | Ярослав Баярунас                                  |
| La legende du roi Arthur          | Верь мне                  | Ксения Лазаревич, Эмиль Салес и Никита Следнев    |
| Romeo et Juliette                 | Верона                    | Михаил Сидоренко                                  |
| Romeo et Juliette                 | Вражда                    | Ярослав Баярунас и Никита Следнев                 |
| Romeo et Juliette                 | Отец и дочь               | Владислав Кирюхин                                 |
| Romeo et Juliette                 | Счастье                   | Дмитрий Воробьев и Екатерина Салес                |
| 2 отделение                       |                           |                                                   |
| Dracula: entre l’amour et la mort | История о нас             | Дмитрий Воробьев, Михаил Сидоренко и Эмиль Салес  |
| Dracula: entre l’amour et la mort | Жестокая и нежная         | Михаил Сидоренко и Дарья Бурлюкало                |
| Les Miserables                    | Мастер угодить            | Эмиль Салес и Ксения Лазаревич                    |
| Les Miserables                    | Звезды                    | Михаил Сидоренко                                  |
| Les Miserables                    | Пустые стулья             | Ярослав Баярунас                                  |
| Les Miserables                    | Отчий дом                 | Владислав Кирюхин                                 |
| Mozart l’Opera Rock               | Бим Бам Бум               | Ксения Лазаревич                                  |
| Mozart l’Opera Rock               | Мечтать о чуде            | Владислав Кирюхин и Ксения Лазаревич              |
| Mozart l’Opera Rock               | Распишусь                 | Ярослав Баярунас                                  |
| Mozart l’Opera Rock               | Жалкий победитель         | Никита Следнев                                    |
| Mozart l’Opera Rock               | Призрачны мечты           | Михаил Сидоренко                                  |
| Notre-Dame de Paris               | Всему придет свой час     | Ярослав Баярунас и Владислав Кирюхин              |
| Notre-Dame de Paris               | Колокола                  | Михаил Сидоренко                                  |
| Notre-Dame de Paris               | Красавица                 | Эмиль Салес, Владислав Кирюхин и Ярослав Баярунас |
| Notre-Dame de Paris               | Пора соборов кафедральных | Ярослав Баярунас и все участники                  |

| 1 отделение |
| 2 отделение |

## Премия
| Фестиваль мюзикла                      | «Любимый артист зрителей» | «Любимая артистка зрителей» | «Лучший артист мюзикла» | «Лучшая артистка мюзикла» | «Лучший мюзикл»            | «Лучший проект на карантине» / Спецпремия |
| -------------------------------------- | ------------------------- | --------------------------- | ----------------------- | ------------------------- | -------------------------- | ----------------------------------------- |
| Итоги 2019 года «X-37» (29.11.2020)    | Иван Ожогин               | Дарья Бурлюкало             | Александр Казьмин       | Юлия Чуракова             | «Магазинчик ужасов»        | «Мой длинноногий деда»                    |
| Итоги 2020 года «X-38» (15-16.05.2021) | Александр Казьмин         | Агата Вавилова              | Марат Абдрахимов        | Юлия Ива                  | «Шахматы»                  | «Норд-Ост»                                |
| Итоги 2021 года «X-39» (27.03.2022)    | Ярослав Баярунас          | Дарья Январина              | Иван Коряковский        | Наталия Инькова           | «Онегин»                   | Александр Градский                        |
| Итоги 2022 года «X-40» (25-26.03.2023) | Иван Ожогин               | Агата Вавилова              | Павел Стукалов          | Юлия Довганишина          | «Человек, который смеется» | Эдуард Артемьев                           |
| Итоги 2023 года «X-41» (28.04.2024)    | Александр Казьмин         | Дарья Бурлюкало             | Станислав Тикунов       | Ксения Лазаревич          | «Айсвилль»                 | -                                         |
| Итоги 2024 года «X-42» (23.03.2025)    | Александр Казьмин         | Дарья Январина              | Александр Суханов       | Александра Каспарова      | «Последняя сказка»         | -                                         |